# Atte Ronkanen
Atte Ronkanen (* 31. Januar 1992 in Finnland) ist ein finnischer Floorball-Spieler und Funktionär. Seit August 2020 ist er Sportdirektor beim Floorball-Verband Deutschland.

## Karriere
Seine Karriere startete Ronkanen in Finnland, wo er von 2010 bis 2012 für die Jugendmannschaft von NST Lappeenranta spielte. Es folgten zwei Jahre in der I-divisioona bei PoNoVo. Anschließend spielte von 2013 bis 2018 für den Mitteldeutschen Floorballclub (MFBC) in Leipzig. Von August bis September 2020 war er Interimstrainer der deutschen Floorballnationalmannschaft.